# Zerde

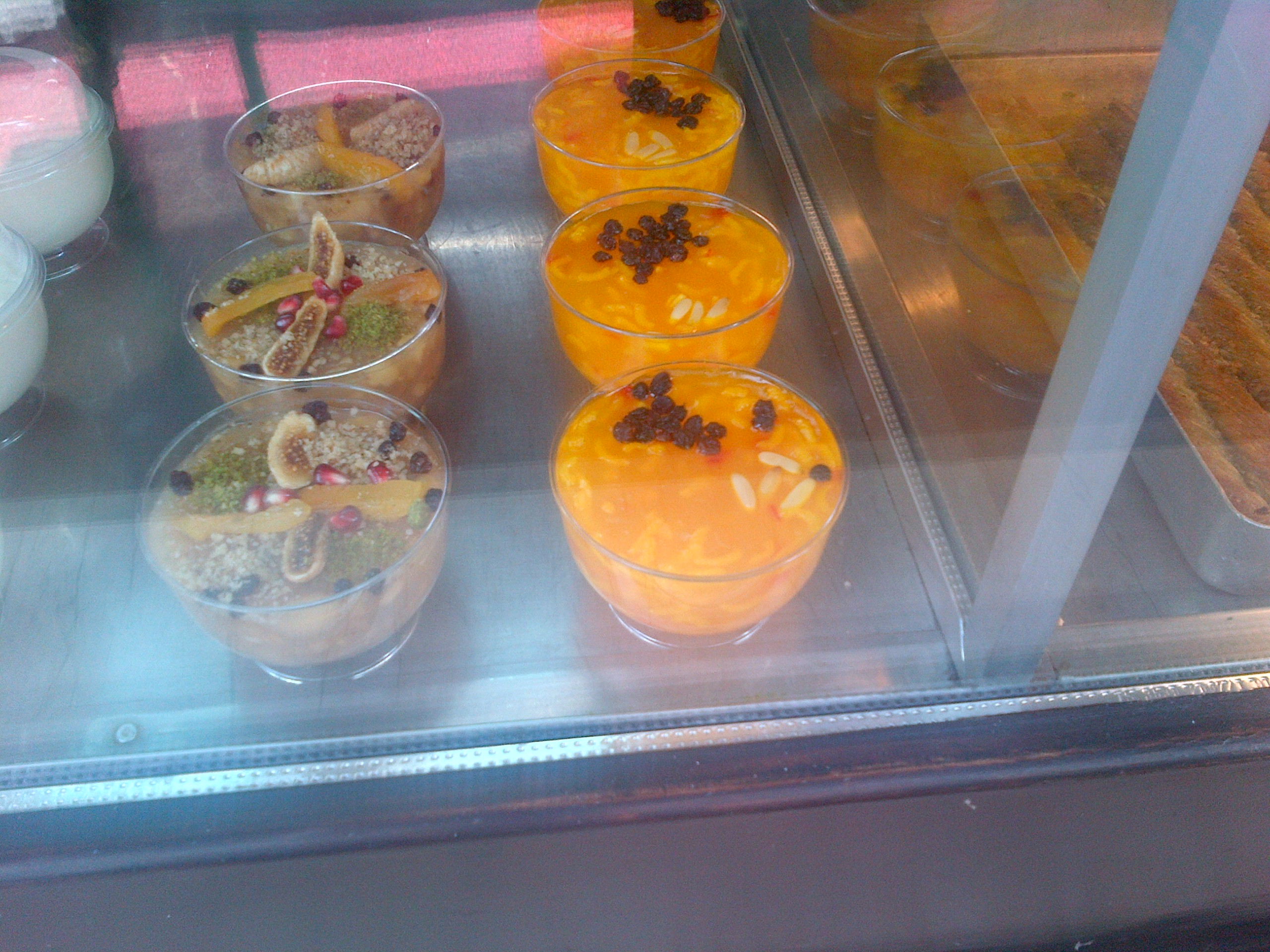
"Aşure", a l'esquerra i zerde, dues postres tradicionals de la cuina turca.

Zerde són unes postres tradicionals turques fetes a base de gelatina, arròs i safrà.
Per a decorar-la, s'usen pinyons i kuş üzümü (panses de Corint) o raïms d'ocell. A la cultura turca el zerde es menja, tradicionalment, a les noces.